# 再見 (鄧紫棋歌曲)
《再見》是香港歌手鄧紫棋於2015年10月30日發行的歌曲，由蜂鳥音樂以數位下載形式推出，歌曲收錄於她個人第四張專輯《新的心跳》中。歌曲官方音樂影片在2019年9月5日觀看人次突破一億次，成為首位香港歌手及華語女歌手擁有兩支破億音樂影片。

## 其他版本

### 《Live Piano Session》
- 再見 (不插電版) [4] —— 4:15

### 《25 LOOKS》
- 再見 (Club Remix) [5] —— 4:13

## 現場演出
- 第四屆音悦V榜年度盛典 [6]
- 天貓雙11狂歡夜 [7]
- 歌曲被選為Queen Of Hearts 世界巡迴演唱會其中一首表演曲目
- 第十三屆KKBOX風雲榜 [8]
- 金曲撈之挑戰主打歌 —— 第五期 [9]

## 音樂影片
歌曲MV主要拍攝女主角和她的樂隊在天台演唱，男主角在睡覺時聽到歌聲希望找到女主角，當他來的時候天台上已空無一人，只留下寫著「Goodbye」的字條。

## 榜單表現

### 週榜
| 榜單           | 最高排名 |
| -------------- | -------- |
| 新城電台本地榜 | 1        |
| 新城國語力     | 1        |